# あいおい白龍城
あいおい白龍城（あいおいペーロンじょう）は、兵庫県相生市の相生湾口にある観光施設である。第三セクターの株式会社あいおいアクアポリスが運営している。

## 概要
施設は道の駅あいおい白龍城として道の駅、あいおい白龍城海の駅として国土交通省が推進する海の駅にも登録されている。さらに、相生港一帯はみなとオアシスとして登録されていて、みなとオアシスあいおいの基本施設でもある。同一施設が道の駅・海の駅・みなとオアシスの代表施設の三重登録をしているのは日本国内でも当施設とうみんぴあ大飯（福井県大飯郡おおい町）の2施設のみとなっている。

## 歴史
1986年（昭和61年）、石川島播磨重工（現在のIHI）の造船部門が相生市から撤退したことに伴い、市は産業構造転換臨時措置法の適用を受け、1989年（平成元年）にリゾート開発計画「相生アクアポリス構想」を発表した。1991年（平成3年）に「あいおいアクアポリス」を設立、1997年（平成9年）に市の名物「ペーロン」が伝来した中国の王宮建築を模したデザインの観光施設「白龍城」が開業、艇庫「ペーロン海館」や中華料理店、温泉施設（建設計画中の1995年に直下で温泉源を掘削）を中核に据えた。さらに2001年（平成13年）には道の駅、2007年（平成19年）には海の駅、2008年（平成20年）にはみなとオアシスにも登録した。
開館後、中華料理店は客足が伸びず撤退、代わって2005年（平成17年）からナガサワ食品の運営する和風レストラン、2019年（令和元年）10月にはナガサワに代わりまねき食品の運営するダイニングレストランが入居している。艇庫は手狭になり2017年（平成29年）9月に800mほど南東へ移転した。さらに城外にはテントが常設され、地元の農産物や土産物、屋台の軽食等が連なり、当初の中華風の構想とは違った多種多様な賑わいを見せている。
経営は開業初年度から赤字が続く状態となっており、温泉施設の維持に多額の費用が掛かることから経営にも影響が出ている。一度は黒字転換を果たしたこともあったが、2018年には債務超過に陥る。相生市は2021年度に1億円の公的資金注入を決めた。なお、あいおいアクアポリスの会長は相生市長の谷口芳紀が務めている（2021年時点）。

## 施設
- 駐車場
  - 普通車：46台
  - 大型車：2台
  - 身障者用：3台
- トイレ（いずれも24時間利用可能）
  - 男：8器
  - 女：4器
  - 身障者用：3器
- 特産品売場（9:00 - 17:30）

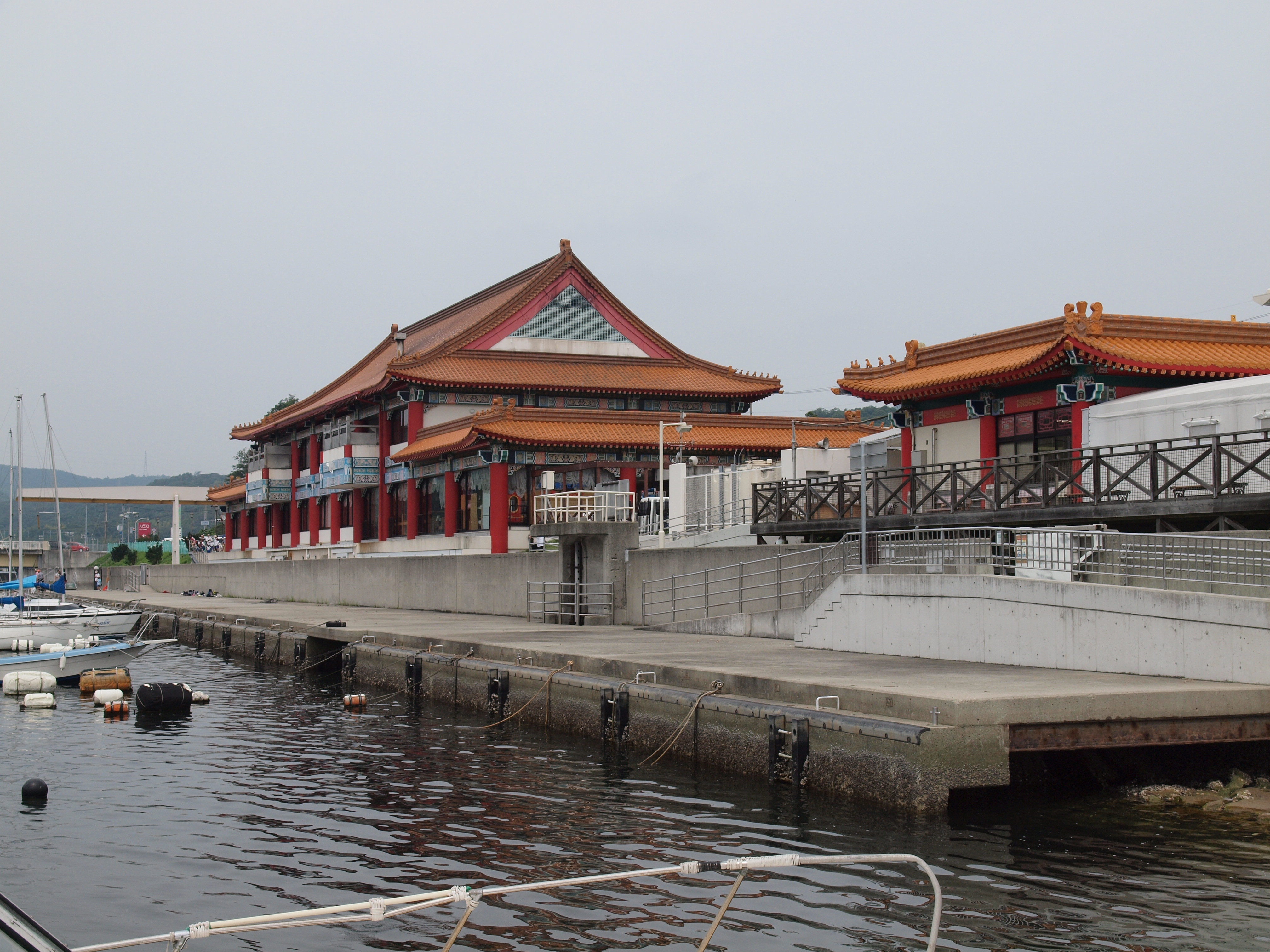
相生湾側より眺めた白龍城

- お食事処 和ダイニングまねき[3]（レストラン、平日 11:00 - 21:00・土日祝日 10:30 - 21:00）[8]
- ペーロン温泉（平日 15:00 - 21:00・土日祝日 10:30 - 22:00）
- ビジターバース（10:00 - 18:00、3時間以内100円/m（要予約）、3時間~24時間780円/m） - 水深は2.5m程度。
- 浮桟橋：延長25m

## 休館日
- 特産品売場：年中無休
- 和ダイニングまねき：火曜日
- ペーロン温泉：火曜日（祝日の場合は水曜日）

## アクセス
- 国道250号 - 登録路線
  - 兵庫県道64号相生停車場線

路線バス
- 西日本旅客鉄道（JR西日本）相生駅からウエスト神姫の緑が丘方面行きまたは車庫行きで「白龍城前」停留所下車すぐ。

航路
白龍城から相生ポート公園を経て相生湾口の坪根地区とを片道約20分で結ぶ連絡船が1日6往復就航し、通学などに利用されていたが、2013年（平成25年）3月31日に廃止された。現在、当施設を発着する定期旅客航路はないが、2022年にはたつの市の観光バス事業者「赤とんぼ観光」が屋形船の運航を開始した（火曜日および第2・第4水曜日は休航）。

## 周辺
- 羅漢の里
- 万葉の岬